# Џон Афоа
Џон Афоа (енгл. John Afoa; 16. септембар 1983) професионални је новозеландски рагбиста, који тренутно игра за премијерлигаша Глостер (рагби јунион). Висок 183 цм, тежак 119 кг, студирао је на "St. Kentigern College" где је играо са Рокококом и Каином. У каријери је играо за Окленд рагби у ИТМ Купу 2002-2011 (70 утакмица, 5 поена), екипу Блузси у најјачој лиги на свету 2004-2011 (101 утакмица, 15 поена) и Алстер рагби 2011-2014 (58 утакмица, 15 поена), а лета 2014. потписао је за Глостер за који је до сада одиграо 30 утакмица и постигао 1 есеј. Са платом од 508 000 фунти по сезони један је од најплаћенијих играча у премијершипу. Прошао је млађе селекције Новог Зеланда, а за сениорску је дебитовао у новембру 2005. против Ирске. Са репрезентацијом је освојио 2 пута куп три нације (2008 и 2010) и титулу првака света 2011. За "ол блексе" је до сада одиграо 36 тест мечева и постигао 5 поена. Пошто је 2011. прешао у Европу да игра за Алстер, изгубио је право да игра за Нови Зеланд.